# Gerald William Wiesner
Gerald William Wiesner OMI (* 25. Juni 1937 in Denzil) ist Altbischof von Prince George.

## Leben
Gerald William Wiesner trat der Ordensgemeinschaft der Hünfelder Oblaten bei und empfing am 23. Februar 1963 die Priesterweihe. Nach weiteren Studien erwarb er an der Saint Paul University in Ottawa ein Lizenziat in Theologie.
Ab 1964 lehrte er als Theologieprofessor am Scholastikat in Battleford, Saskatchewan, und ab 1972 in Edmonton. In dieser Zeit war er auch in die Ausbildung des Ordensnachwuchses eingebunden.
Von 1972 bis 1984 und erneut ab 1991 lehrte Wiesner zusätzlich am Newman Theological College, dessen kommissarischer Präsident er 1992 für kurze Zeit war. In dieser Zeit nahm er zusätzlich Aufgaben in der Pfarrseelsorge in Edmonton wahr. In dieser Zeit gehörte er zu den Initiatoren von Glaubenskursen zur Einführung Erwachsener in den christlichen Glauben.
1984 ging er als Provinzial seiner Ordensprovinz nach Saskatoon. Dieses Amt übte er bis 1990 aus.
Papst Johannes Paul II. ernannte ihn am 6. Oktober 1992 zum Bischof von Prince George. Die Bischofsweihe spendete ihm der Erzbischof von Vancouver, Adam Joseph Exner OMI, am 22. Februar des nächsten Jahres; Mitkonsekratoren waren Henri Légaré OMI, Erzbischof von Grouard-McLennan, und Joseph Neil MacNeil, Erzbischof von Edmonton.
Im November 1997 war Wiesner Delegierter der kanadischen Bischofskonferenz bei der Bischofssynode für Amerika in Rom. Ab Oktober 1999 war er für zwei Jahre Vorsitzender der Bischofskonferenz.
Am 3. Januar 2013 nahm Papst Benedikt XVI. seinen altersbedingten Rücktritt an.